# Ranunculus pseudosilvicola
Ranunculus pseudosilvicola är en ranunkelväxtart som beskrevs av Sóo. Ranunculus pseudosilvicola ingår i släktet ranunkler, och familjen ranunkelväxter. Inga underarter finns listade i Catalogue of Life.